# Союз-19
«Сою́з-19» — советский двухместный пилотируемый космический корабль серии «Союз», совершивший первый международный космический полёт со стыковкой с американским космическим кораблём «Аполлон». Запуск (NSSDC ID 1975-065A) был осуществлён 15 июля 1975 года в рамках проекта совместного экспериментального полёта «Союз — Аполлон» (ЭПАС, ASTP). Для полёта использовалась специальная модификация 7К-ТМ корабля серии «Союз» с вновь разработанным андрогинно-периферийным стыковочным узлом АПАС-75 и установленными панелями солнечных батарей, которые в предыдущих полётах транспортных кораблей к орбитальным станциям не устанавливались (с «Союза-12», с 1973 года).

## Параметры полёта
- Масса аппарата — 6790 кг
- Наклонение орбиты — 51,78 (51,79)°
- Период обращения — 88,53 (88,92) мин
- Перигей — 186,5 (222,1) км
- Апогей — 222,1 (226,6) км

## Экипажи
Основной экипаж

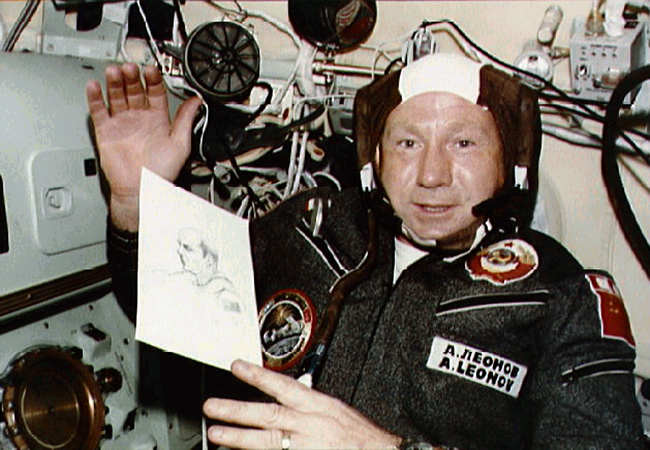
Алексей Леонов
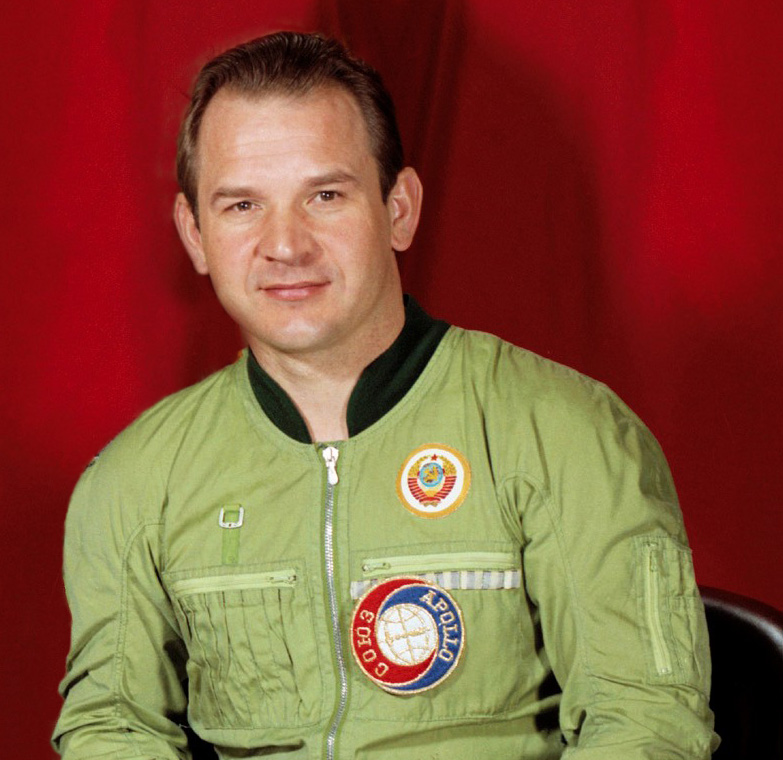
Валерий Кубасов

- Командир — Леонов, Алексей Архипович (2-й космический полёт)
- Бортинженер — Кубасов, Валерий Николаевич (2-й космический полёт)

Дублирующий экипаж
- Филипченко, Анатолий Васильевич
- Рукавишников, Николай Николаевич

Резервные экипажи
- Юрий Романенко и Александр Иванченков
- Владимир Джанибеков и Борис Андреев

Американские астронавты провели совместные тренировки с советскими космонавтами на тренажёрах космических кораблей «Союз» и «Аполлон» в Центре подготовки космонавтов им. Ю. А. Гагарина (СССР) и в Центре пилотируемых полётов им. Л. Джонсона (США).

## Описание полёта
| Дата           | Время (UT/мск)               | Пояснение                                                                               |
| -------------- | ---------------------------- | --------------------------------------------------------------------------------------- |
| вт, 15.07.1975 | 12:20:00/15:20:00            | старт корабля «Союз-19» (экипаж: Леонов, Кубасов)                                       |
| вт, 15.07.1975 | 19:50:01/22:50:01            | старт корабля «Аполлон» (экипаж: Стаффорд, Бранд, Слейтон)                              |
| чт, 17.07.1975 | 16:09:09/19:09:09            | первая стыковка                                                                         |
| сб, 19.07.1975 | 12:03:20/15:03:20            | расстыковка                                                                             |
| сб, 19.07.1975 | 12:33:39/15:33:39            | вторая стыковка                                                                         |
| сб, 19.07.1975 | 15:26:12/18:26:12            | расстыковка, корабли находились в состыкованном состоянии в общей сложности 46 ч 47 мин |
| пн, 21.07.1975 | 10:10:21/13:10:21            | включение тормозной установки «Союза-19», сход с орбиты                                 |
| пн, 21.07.1975 | 10:50:51/13:50:51            | приземление «Союза-19»                                                                  |
| чт, 24.07.1975 | 21:18:00/00:18:00 25.07.1975 | приводнение «Аполлона»                                                                  |

Во время совместного советско-американского полёта на орбитальной станции «Салют-4» работал экипаж «Союза-18» (Пётр Климук и Виталий Севастьянов), в космосе с 15 по 21 июля 1975 года находилось одновременно 7 человек. 
Репортаж о посадке «Союза-19» в понедельник, 21 июля 1975 года демонстрировался в прямом эфире по 1-й программе Центрального телевидения СССР с 13:40 по 14:10 мск; ранее такие передачи в СССР не практиковались.

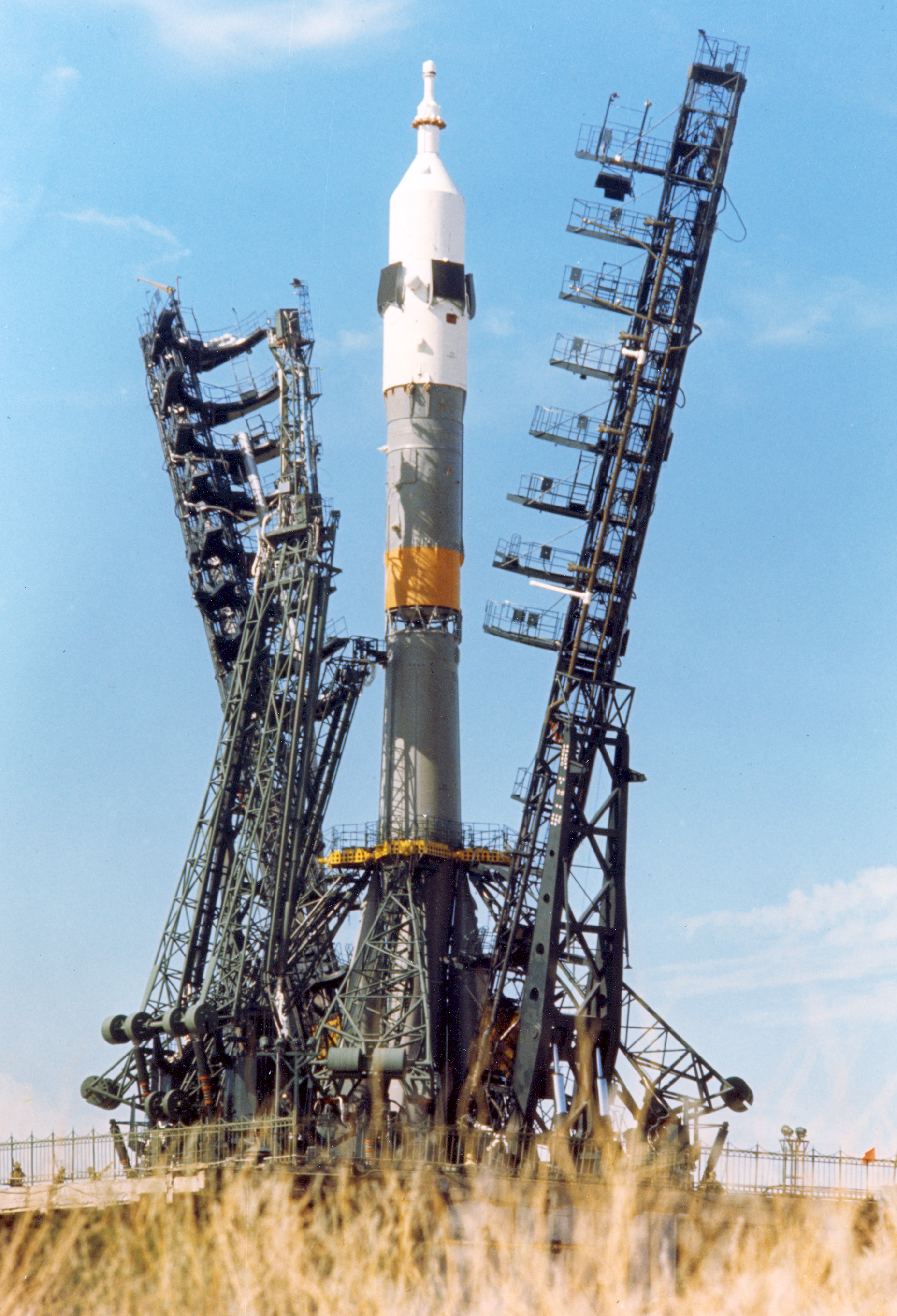
Ракета-носитель «Союз» с кораблём «Союз-19» на Байконуре
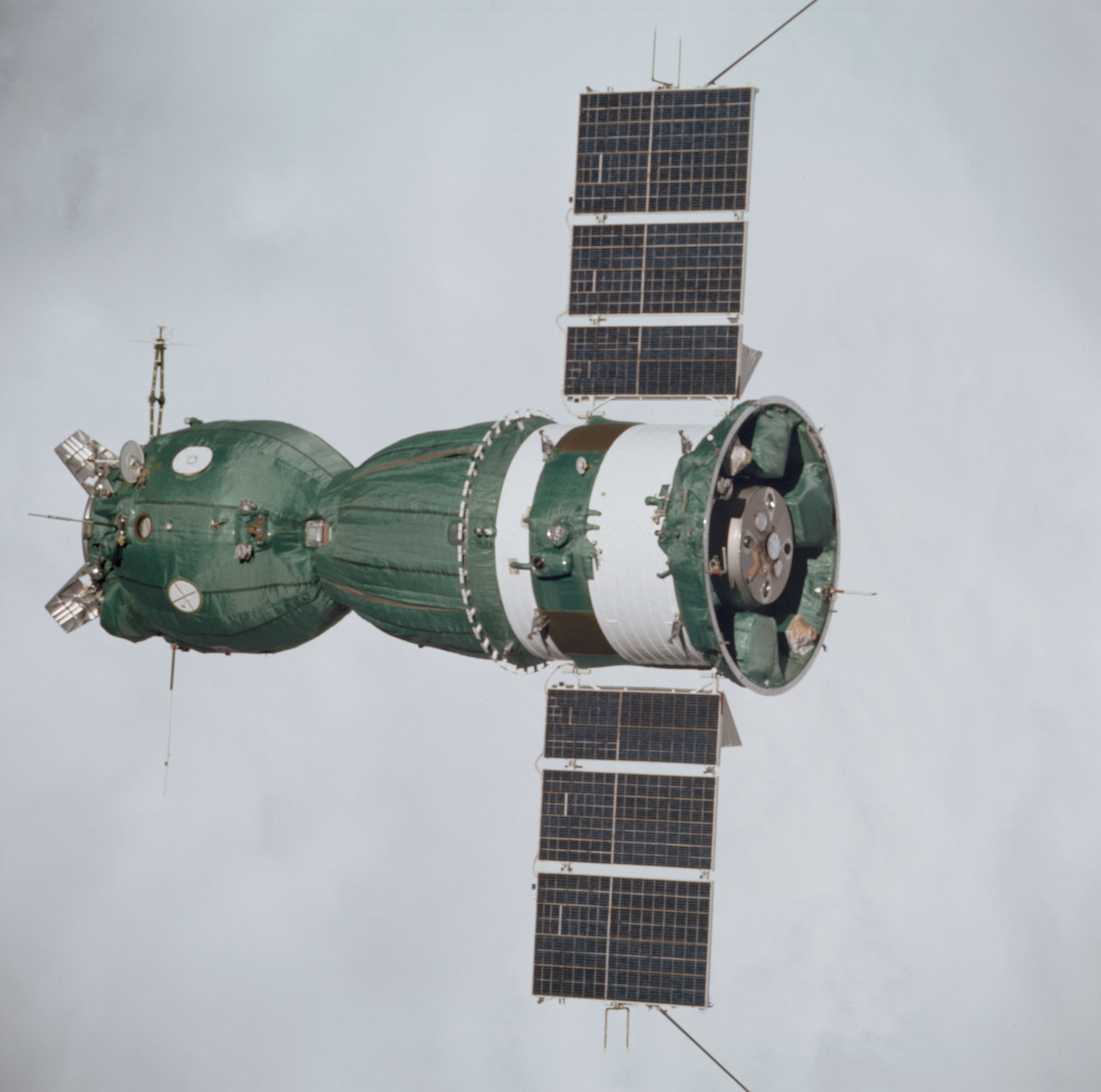
«Союз-19» в полёте, снимок сделан с корабля «Аполлон»
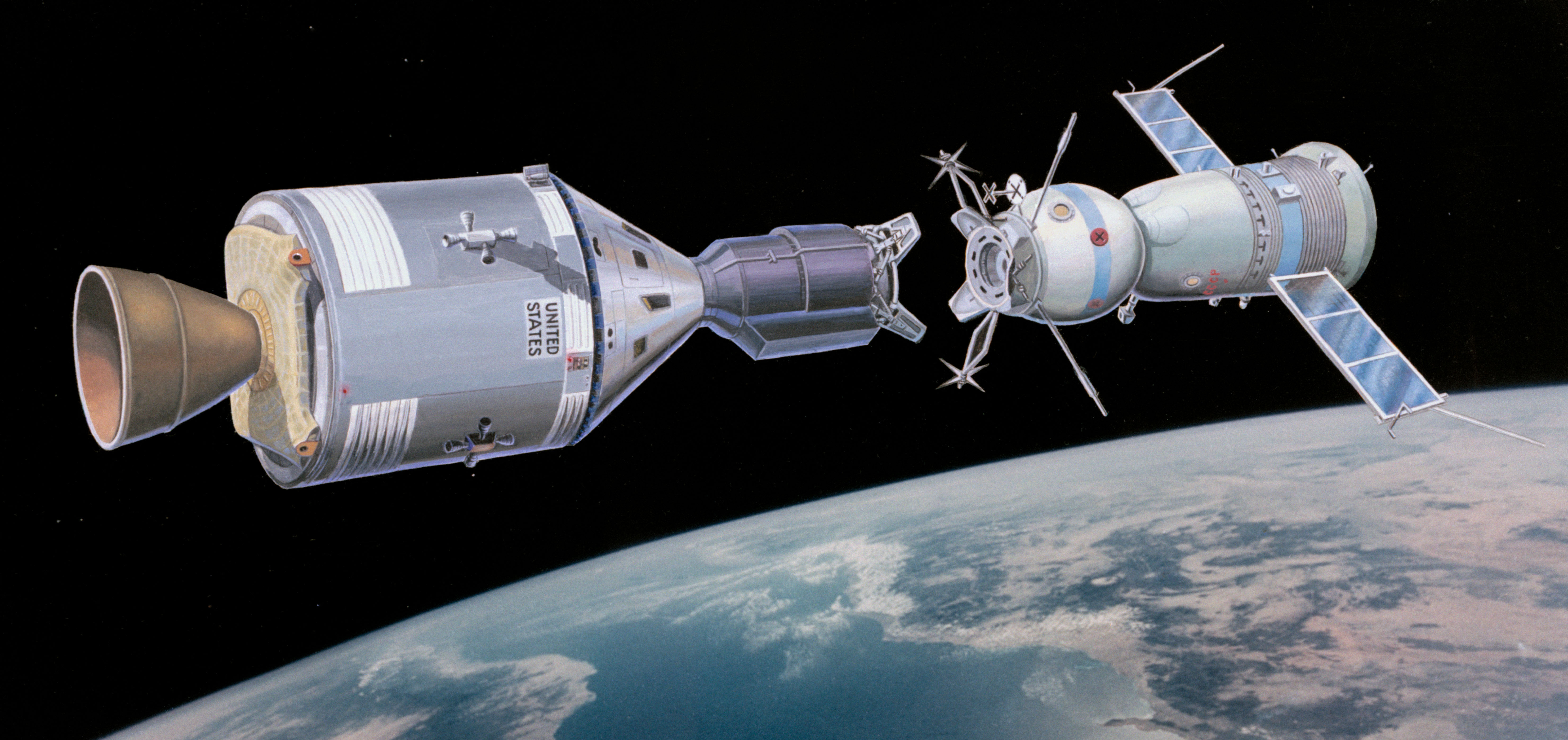
«Союз-19» и «Аполлон» перед стыковкой, рисунок художника
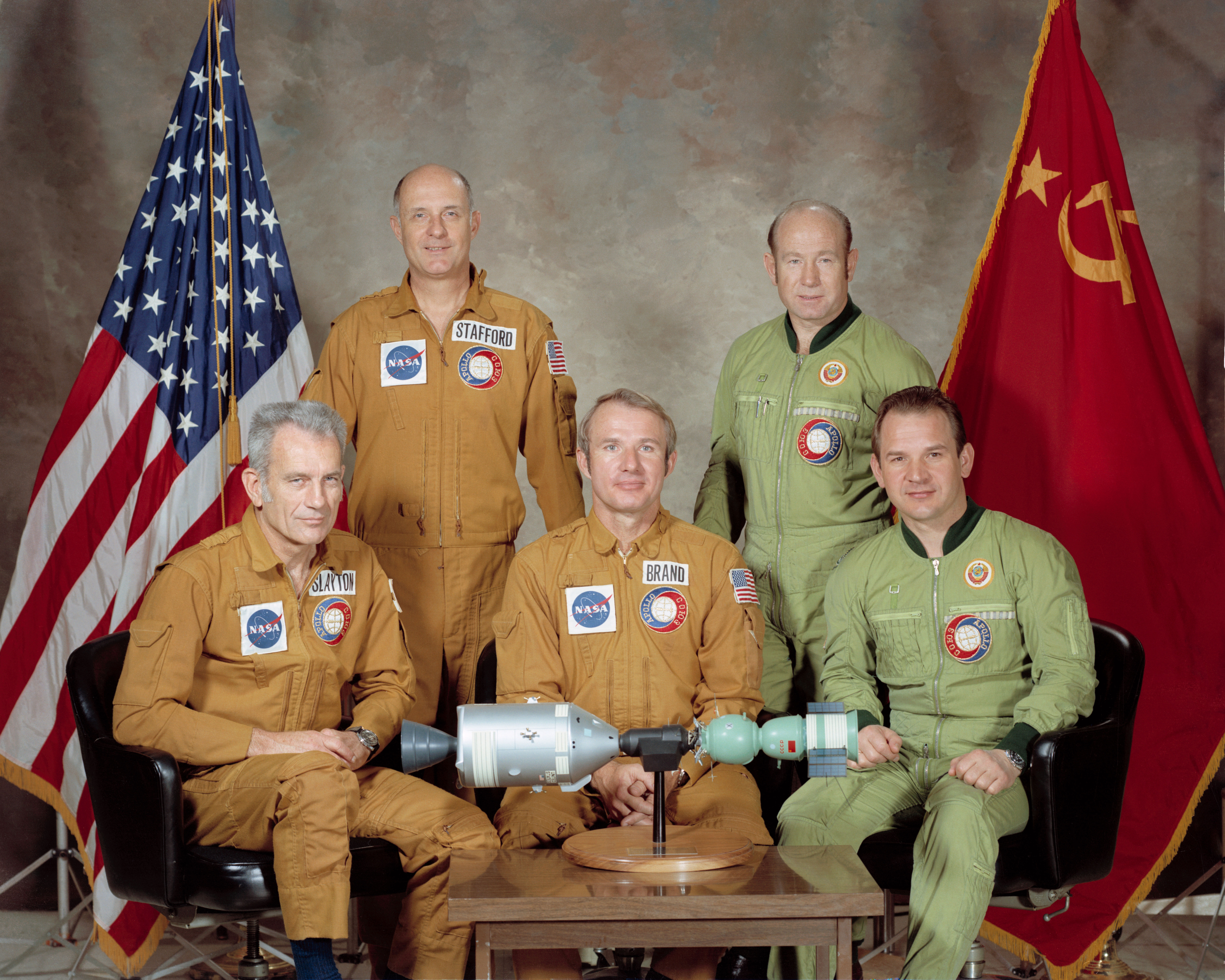
Участники программы «Союз-Аполлон». Стоят (слева направо): Томас Стаффорд, Алексей Леонов. Сидят (слева направо): Дональд Слейтон, Вэнс Бранд, Валерий Кубасов